# Nejka Repinc Zupančič
Nejka Repinc Zupančič (rojena kot Jerneja Repinc Zupančič), slovenska smučarska skakalka, * 27. oktober 2002.
Nejka Repinc Zupančič je članica ženske A reprezentance. Največji uspeh je dosegla z zlato medaljo leta 2022 v Zakopanih, srebrno leta 2020 v Oberwiesenthalu in bronasto medaljo 2021 v Lahtiju na ekipnih tekmah mladinskega svetovnega prvenstva. Trenutno se bolj posveča študiju in je svojo profesionalno športno pot za ta čas nekoliko prekinila.